# Șoimari
Șoimari is een Roemeense gemeente in het district Prahova.
Șoimari telt 3240 inwoners.